# Mustafa Barghouti

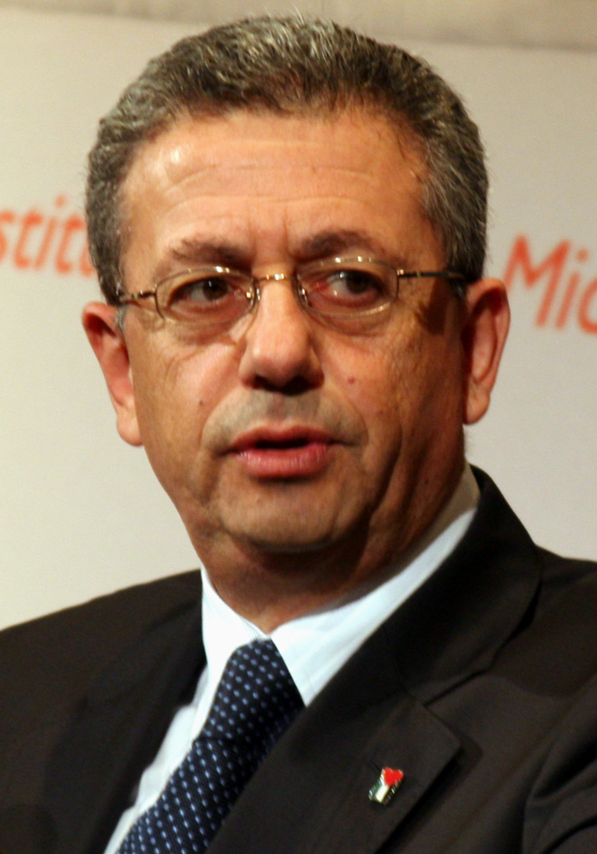
Mustafa Barghouti (2007)

Mustafa Barghouti, ook onder andere gespeld als Mustafa Barghouthi, is een Palestijnse arts, politicus en activist. Hij is medeoprichter en secretaris-generaal van de politieke partij Palestijns Nationaal Initiatief. Barghouti is voorstander van geweldloos verzet tegen de Israëlische bezetting en een eenstaat-oplossing met gelijke rechten voor Joden en Palestijnen. 

## Persoonlijk
Mustafa Kamal Barghouti werd op 15 januari 1954  geboren in de Old City Oost-Jeruzalem. Hij groeide op in Ramallah op de Westelijke Jordaanoever. Zijn familie was afkomstig uit het nabijgelegen dorp Deir Ghassaneh. Hij is getrouwd en heeft een dochter. Barghouti is een verre neef van Marwan Barghouti.
Barghouti volgde in Al-Bireh lager onderwijs en volgde vanaf 1971 een 7-jarige medische opleiding bij de Peoples' Friendship University in Moskou, in de voormalige Sovjet-Unie. Hij was daar actief in de studentenbeweging en werd verkozen tot voorzitter van de studentenvereniging. Vanwege de kans op politieke vervolging door de Israëlische bezettingsmacht kon hij gedurende zijn studie niet naar huis terugkeren. Vanaf 1978 vervolgde Barghouti aan het Maqased Hospital in Jeruzalem zijn opleiding met een specialisatie in interne geneeskunde en cardiologie. Hij werkte 15 jaar lang als internist in het 'Maqased Hospital'. Hij behaalde in Moskou naast een bachelor’s graad in medicijnen ook een bachelor in filosofie. Hij was daarnaast politiek actief in de Palestijnse Communistische Partij. In Stanford, VS studeerde hij 'Business Administration and Management'.

## Maatschappelijke activiteiten
In oktober 2001 was Barghouti medeoprichter van Grassroots International Protection for the Palestinian People, een trainingsprogramma voor geweldloze bescherming tegen het geweld van het Israëlische leger en joodse kolonisten door aanwezigheid van buitenlandse burger-waarnemers.

### Medisch
Tijdens zijn medische vervolgopleiding in Jeruzalem richtte Barghouti samen met vijf of zes collega's "Medical Relief" (MR) op, een vrijwilligersorganisatie die zich later ontwikkelde tot een netwerk van gezondheidscentra, mobiele klinieken en aanvullende activiteiten. In 1989 waren er al "MR-komitees" over heel Palestina te vinden, inclusief in Gaza. Het initiatief was ingegeven door het feit dat de Israëlische bezettingsmacht verzuimde om zelfs maar de meest basale voorzieningen op te zetten met voor de Palestijnen, met een jaarlijks budget van $18 per persoon, tegen $600 per persoon voor Israëlis.

### Politiek
Al gedurende het Brits Mandaat Palestina was Barghouti's familie sterk politiek actief en links geëngageerd. Gedurende zijn medische opleiding in Jeruzalem was Barghouti politiek actief in de Palestijnse Communistische Partij (PCP). Alle Palestijnse politieke partijen waren toen door de Israëlische bezetting verboden. Er was in de Palestijnse gebieden een streven naar maatschappelijke democratisering en een opkomst van lokale bevrijdingsgroepen te zien.
Barghouti was tot 2002 secretaris-generaal van de Palestinian People’s Party (PPP) – de opvolger van de PCP – en vertegenwoordigde die partij in de PNC, het parlement van de PLO. In 1996 was hij ook kandidaat bij de eerste verkiezingen voor de PLC, het parlement van de Palestijnse Autoriteit (PA). Sinds 2006 is Barghouti lid van de Central Council van de PLO, het centrale bestuursorgaan van de PLO.
Samen met Haidar Abdel-Shafi, Edward Said en Ibrahim Dakkak richtte Barghouti in juni 2002 de Palestijnse politieke partij Palestijns Nationaal Initiatief (PNI) op als alternatief voor de dominerende Fatah en Hamas. Zij hoopten als derde politieke stroming kiezers te winnen onder de veronderstelde "zwijgende meerderheid" die zich noch met Fatah, noch met Hamas identificeerde. Barghouti is secretaris-generaal van de PNI. Toen Barghouti in 2002 een persconferentie voor Europese parlementariërs organiseerde, werd hij door Israël gearresteerd, waarbij zijn knie werd gebroken met een geweer. Als presidentskandidaat voor de PA in 2005 werd hij in Jeruzalem diverse malen gearresteerd. Sindsdien is het Barghouti verboden naar Jeruzalem te reizen.

## Opvattingen en uitspraken
Volgens Barghouti zijn geweld, extremisme, fundamentalisme en zelfmoordaanslagen symptomen van radicalisering, niet de oorzaak; de werkelijke oorzaken zijn bezetting, onderdrukking en onrecht, die mensen steeds wanhopiger en gewelddadiger maken.
In 2005 zei Mustafa Barghouti in een interview, dat er twee opties waren voor het oplossen van het Israëlisch-Palestijns conflict. De eerste optie is een onafhankelijke Palestijnse staat binnen de grenzen van 1967. Als Israël volhardt in zijn politiek om een serie bantoestans op te leggen, van Gaza tot Westoever met handhaving van de apartheidsmuur, dan is er fysiek geen levensvatbare staat mogelijk en is de enige andere oplossing de eenstaat-oplossing. Dat zou dan een enkele democratische staat moeten zijn waarin alle burgers gelijk zijn. Die staat zou zowel Joods als Palestijns zijn.
Over de Gaza-oorlog van 2023-2024 zei Barghouti begin december 2023, dat hij er 100% zeker van was dat Israëls hoofddoel vanaf het begin een etnische zuivering van Gaza was en pogen de bevolking naar Egypte te verdrijven. Mocht dit mislukken, dan was plan B de annexatie van Gaza-stad en het hele noorden van Gaza, onder het mom van veiligheidszone.